# Louis Günther al II-lea, Prinț de Schwarzburg-Rudolstadt
Louis Günther II de Schwarzburg-Rudolstadt (22 octombrie 1708, Rudolstadt – 29 august 1790, Rudolstadt) a fost prinț suveran de Schwarzburg-Rudolstadt din 1767 până la moartea sa.

## Biografie
Louis Günther II de Schwarzburg-Rudolstadt a fost fiul cel mic al Prințului Ludwig Friedrich de Schwarzburg-Rudolstadt și a soției acestuia, Anna Sophie de Saxa-Gotha-Altenburg. Prințul Louis Günther a crescut alături de șapte surori și trei frați (două surori muriseră înainte să se nască el).
În tinerețe, Louis Günther a călătorit în Italia. În acest fel, prințul a putut admira patrimoniul artistic al Italiei. Între 1722 și 1731, el a vizitat Rudolstadt doar de două ori. Cariera sa militară a fost încheiat din cauza problemelor pe care le avea la o ureche.
În 1767, Louis Günther a moștenit principatul Schwaryburg-Rudolstadt, la vârsta de 59 de ani. Cele mai multe afaceri de guvern au fost tranzacționate de cancelarul său, Christian Ulrich von Ketelholdt, cu care a avut o bună relație de lucru. S-ar putea spune că regentul de facto era cancelarul. Prințul a avut diverse ocupații; printre altele, el era foarte entuziasmat de cai.
În momentul nașterii sale, Louis Günther II era al patrulea în linia de succesiune. Până în 1726, doi dintre frații săi mai mari au murit iar el a devenit al doilea în linie. Între 1734 și 1741, un castel baroc numit Castelul Ludwigsburg a fost construit pentru el, mai jos de Castelul Heidecksburg.
După ce nepotul său Prințul Johann Frederic a murit în 1767, el s-a mutat de la Castelul Ludwigsburg la Castelul Heidecksburg. După plecarea lui, Ludwigburg a servit ca școală de artă domnească și a adăpostit colecția de istorie naturală deținută de Prințul Frederic Karl și colecția de monede ale lui Louis Günther. Mama sa, care deținea ea însăși o colecție de raritati i-a stârnit pasiunea pentru colecții. Colecția a fost extinsă în 1712 prin prin achiziționarea colecției Printului Anton Günther al II-lea, devenind una dintre cele mai importante colecții de monede din secolul al XVIII-lea și a inclus o colecție separată de peste 600 de bracteate medievale. Louis Günther a continuat să-și extindă colecția prin achiziții. Succesorii săi însă n-au fost interesați de colecție și chiar au vândut o parte din ea. Până în 1919 numai 1710 pise mai rămăseseră; acum ele fac parte dintr-o colecție de 5000 de monede încă adăpostite în castelul Heidecksburg.
În 1778, Louis Günther II a înființat o bibliotecă în aripa de vest a Castelului Heidecksburg, punând astfel bazele Bibliotecii Palatului, care astăzi conține aproximativ 7000 de volume. În plus, Louis Günther II a cumpărat din Italia lucrări ale unor artiști renumiți.
A murit la 29 august 1790 și a fost succedat de fiul său Friedrich Karl.

### Căsătorie și copii
Louis Günther II s-a căsătorit la 22 octombrie 1733 la Greiz cu contesa Sophie Henrietta de Reuss-Untergreiz (1711-1771). Ei au avut patru copii:
- Friederike Sophie (1734-1734)
- Christiane Friederike (1735-1738)
- Friedrich Karl (1736-1793), succesorul său
- Christian Ernst (1739-1739)